# Bauru
Bauru je město v brazilském státě São Paulo. Žije v něm 366 992 obyvatel a je střediskem stejnojmenného mezoregionu. Leží ve vnitrozemí na řece Batalha, více než 300 km od hlavního města São Paulo.
Původními obyvateli byli Kaingangové a Guaraníové, název města je odvozován z domorodých výrazů mbai yuru (peřeje) nebo z uba (proutěný košík) a uru (křepel tečkovaný). Evropští osadníci sem pronikali ve druhé polovině 19. století, roku 1884 byla založena vesnice São Sebastião de Bauru, která dostala městská práva 1. srpna 1896.
Krajinu v okolí Bauru tvoří cerrado, pěstuje se kávovník, podzemnice olejná, cukrová třtina, rýže a ovoce. Z průmyslových odvětví je nejvýznamnější textilní, papírenský a zpracování umělých hmot, hlavním zaměstnavatelem je však terciární sektor. Město je významnou křižovatkou železniční, silniční a letecké dopravy, sídlí zde jeden z kampusů Univerzity São Paulo. Bauru má botanickou a zoologickou zahradu, divadlo a deset biografů.
V Bauru žil do svých patnácti let Pelé (rodák z Três Corações ve státě Minas Gerais), s fotbalem začínal v již zaniklém klubu Bauru Atlético Clube. Ve městě sídlí Esporte Clube Noroeste, někdejší účastník nejvyšší fotbalové soutěže. Basketbalisté Associação Bauru Basketball Team byli mistry Brazílie i vítězi Americké ligy. Rodákem z Bauru je první brazilský kosmonaut Marcos Pontes. Podle města je pojmenována brazilská kulinářská specialita sendvič Bauru a rod sauropodního dinosaura - Baurutitan. V této oblasti jsou hojné paleontologické lokality s objevy dinosauřích fosilií.

## Fotogalerie

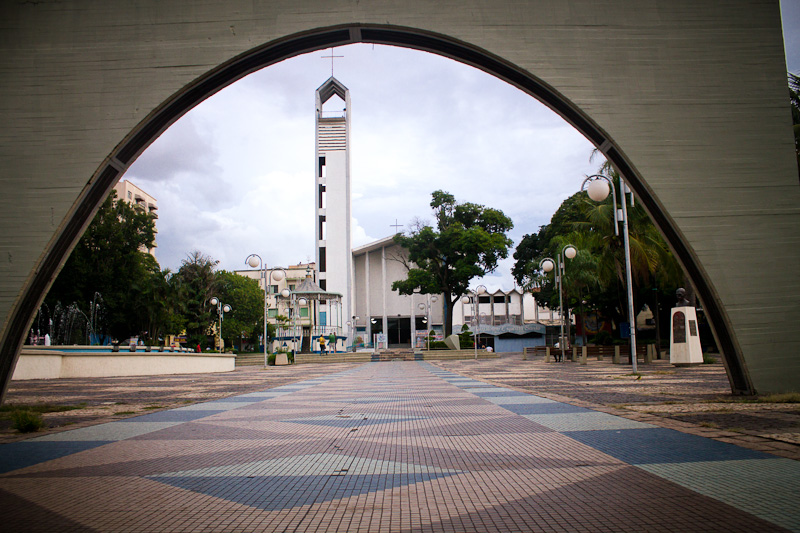
Katedrála svatého Ducha
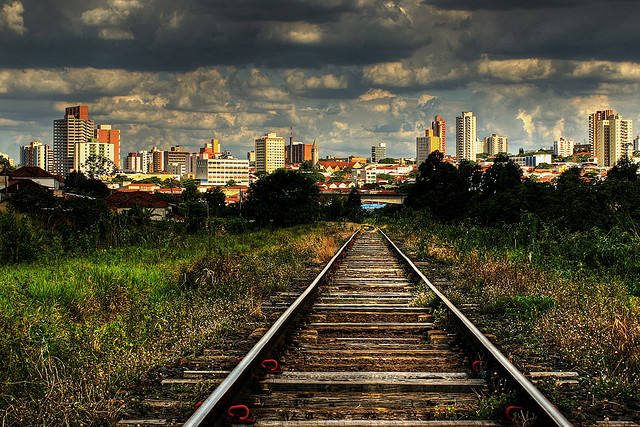
Panorama města
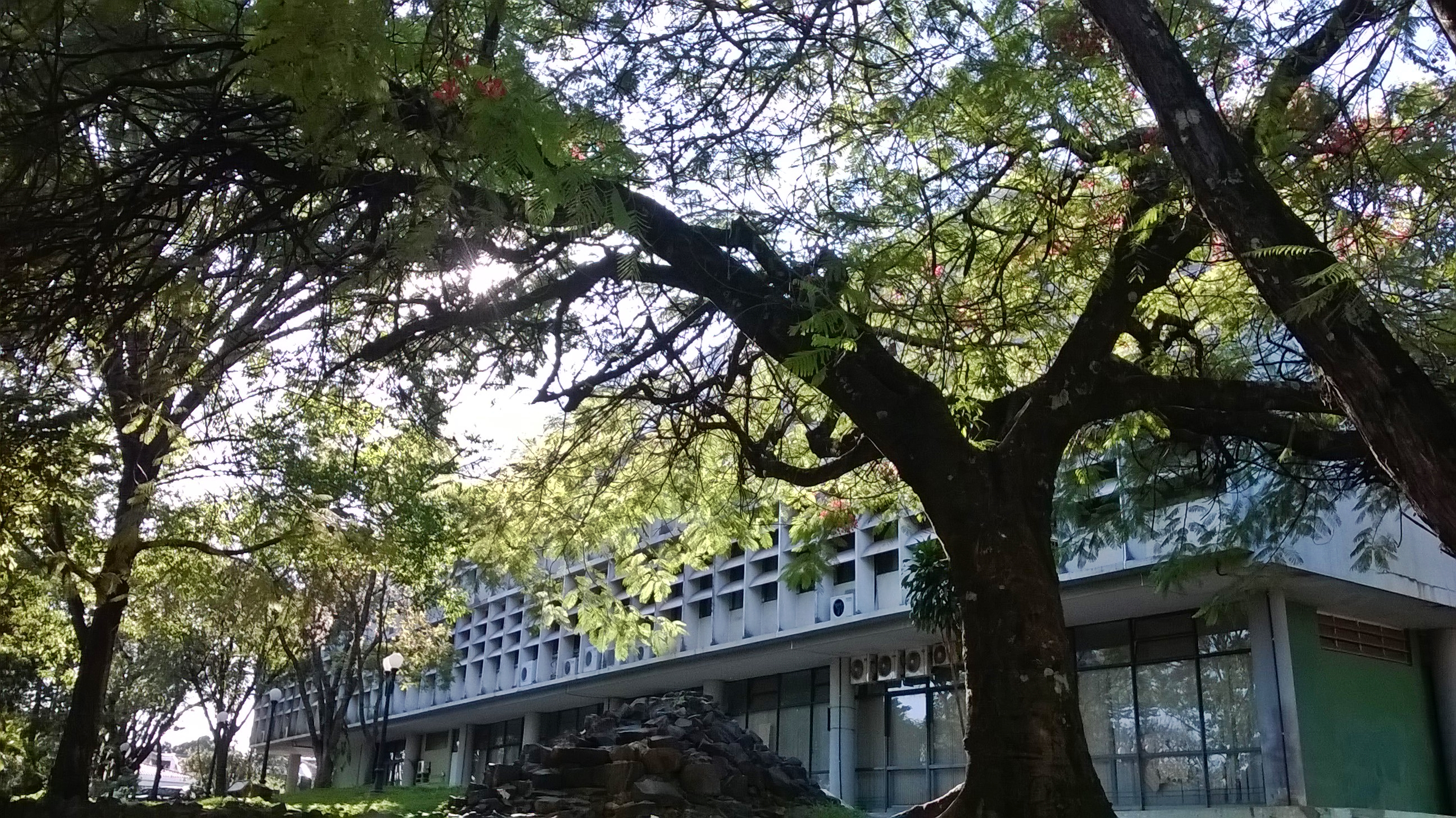
Sídlo prefektury